# Associação dos Desportistas de Pacatuba
A Associação dos Desportistas de Pacatuba é um time de futebol da cidade de Pacatuba, fundado em 16 de janeiro de 2010, mas conhecido pelo seu nome fantasia de Pacatuba Esporte Clube cujo estádio em que manda os seus jogos é o Estádio Betão.

## História
A Associação dos Desportistas de Pacatuba foi criada a partir da reunião dos desportistas do município com o intuito de profissionalizar um clube de futebol na cidade, e assim fundaram, em 16 de janeiro de 2010, tendo a frente o Presidente Antônio Guimarães Ferrer e o vice-presidente Francisco Deusimar Freire de Assis. A associação foi criada com o objetivo de conceber, elaborar e executar projetos que possibilitassem a participação de equipes do município em competições de alto nível. O primeiro projeto executado pela ADESPA foi o projeto Pacatuba na 3ª Divisão que visava iniciar a participação da equipe do Pacatuba Esporte Clube na 3ª divisão do Campeonato Cearense de Futebol Profissional.
Após a seleção dos atletas, bem como a escolha da comissão técnica, o sonho começou a se tornar realidade. Embora disputando sua primeira competição em âmbito estadual, Pacatuba não fazia feio. Foi à Juazeiro do Norte, onde no Estádio Romeirão, derrotou o time da casa por 2 a 0, e ganhou do Paracuru pelo placar de 2 a 1, isso sem falar que logo na estreia da rodada final do grupo venceu aquele que seria sagrado campeão do torneio, Crateús. Pacatuba venceu por 3 a 2. Os dois times iriam se encontrar na grande final, realizada no dia 7 de novembro, no estádio Juvenal Melo, cidade de Crateús. Na oportunidade, o time mandante venceu a equipe da serra da Aratanha por 3 a 1, tornando-se campeão da terceira divisão do Campeonato Cearense. Com o mérito da segunda divisão, a Secretaria criou o projeto Pacatuba na 2ª divisão, que objetiva a captação de recursos para o time. Segundo Valmir Freitas, “todas as providências de ordem administrativas, técnicas e financeiras estão sendo tomadas, principalmente as referentes ao calendário da competição elaborada pela Federação Cearense de Futebol”, declara o secretário.

## Retrospecto
O clube até hoje disputou  edições da Série C e da B de profissionais do Campeonato Cearense, tendo realizado a melhor campanha na Terceira Divisão do Campeonato Cearense de 2019 e em 2022, sendo campeão. Na Segunda Divisão, teve como melhor resultado uma 6ª colocação, em 2012, 2013 e 2023.

## Estádio
O time aurianil manda jogos no Estádio Alberto Oliveira Sobrinho (Betão), tendo capacidade para 3.000 pessoas.

## Símbolos

### Uniformes
As cores do uniforme da Associação dos Desportistas de Pacatuba é o azul e o amarelo, sendo o 1º uniforme composto por uma camisa amarela com listras na vertical em azul, com short azul e meiões amarelos ou azuis.
O 2º uniforme é composto por: camisa azul com pequenas listras azuis marinho, com short azul e meiões azuis ou brancos.

### Mascote

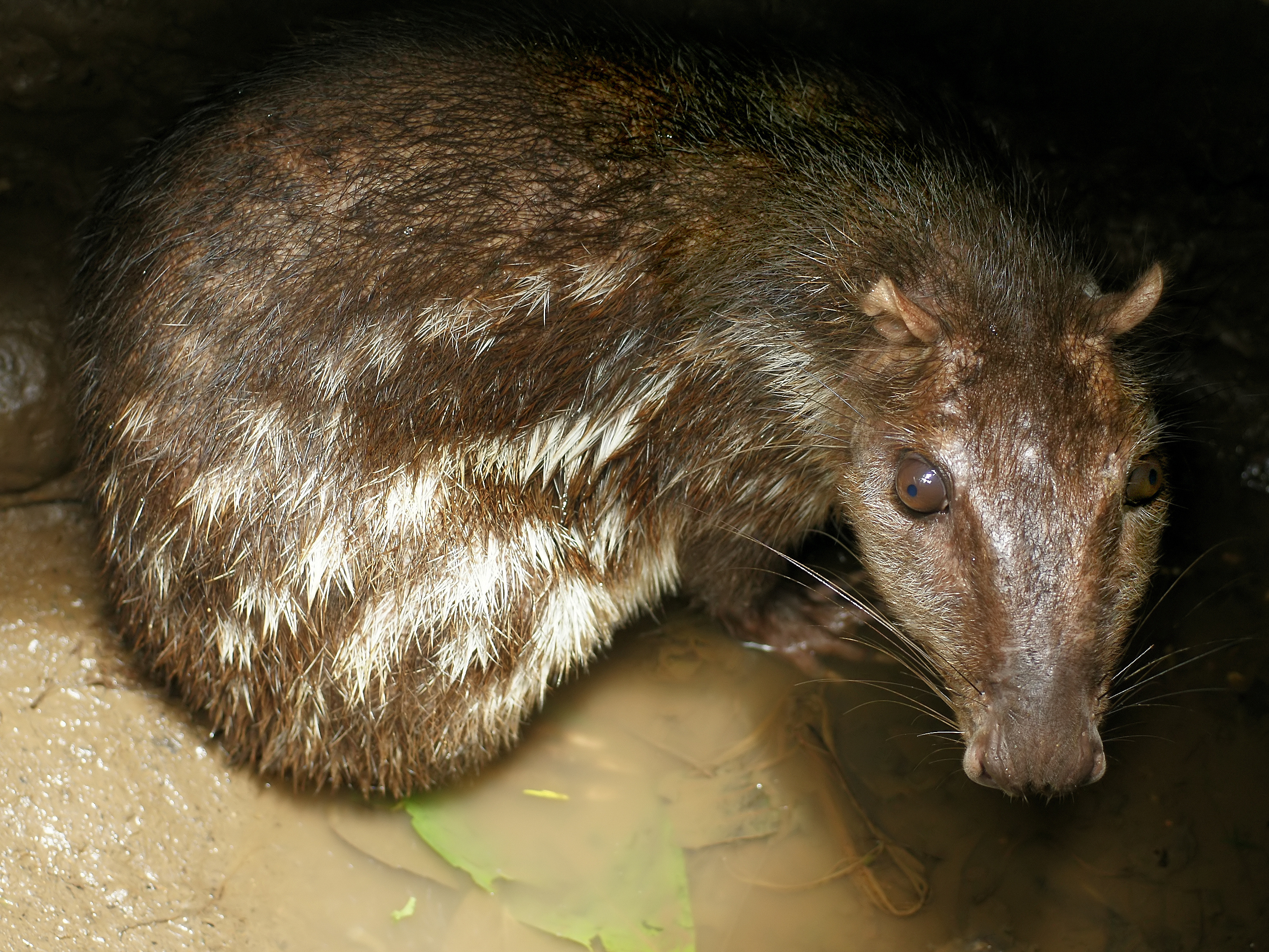
Paca - Mascote do Pacatuba

O mascote da Associação dos Desportistas de Pacatuba é o animal Paca, em homenagem ao topônimo da cidade de Pacatuba, que vem do tupi-guarani paca (animal), tuba (lugar abundante) e significa lugar de muita paca.

## Títulos
| ESTADUAIS  | ESTADUAIS                     | ESTADUAIS | ESTADUAIS   |
| Competição | Competição                    | Títulos   | Temporadas  |
| ---------- | ----------------------------- | --------- | ----------- |
|            | Campeonato Cearense - Série C | 2         | 2019 e 2022 |